# قائمة البعثات الدبلوماسية في أوروغواي

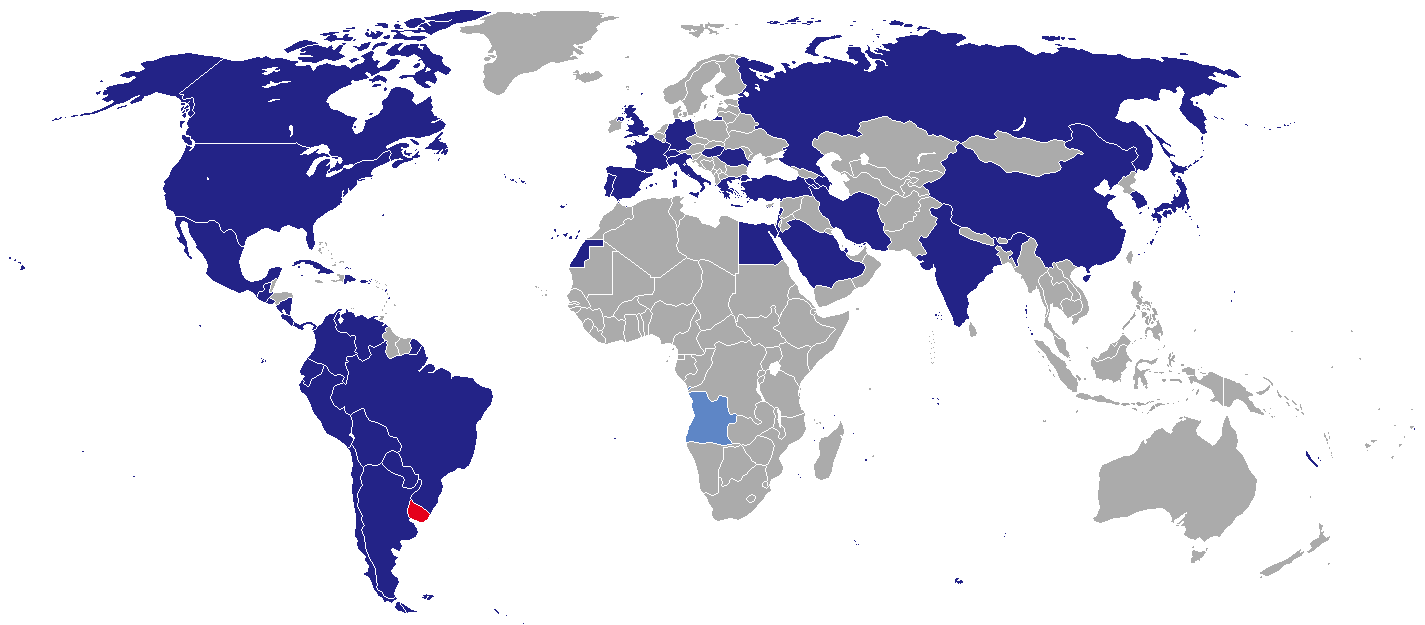
خريطة البعثات الدبلوماسية في أوروغواي

هذه قائمة البعثات الدبلوماسية في أوروغواي. يوجد حاليًا 43 سفارة في مونتيفيديو. العديد من الدول لديها سفارات غير مقيمة.

## وظائف أخرى
- قالب:بيانات بلد الاتحاد الاوروبي (وفد)
- المجر (مكتب السفارة)[1]

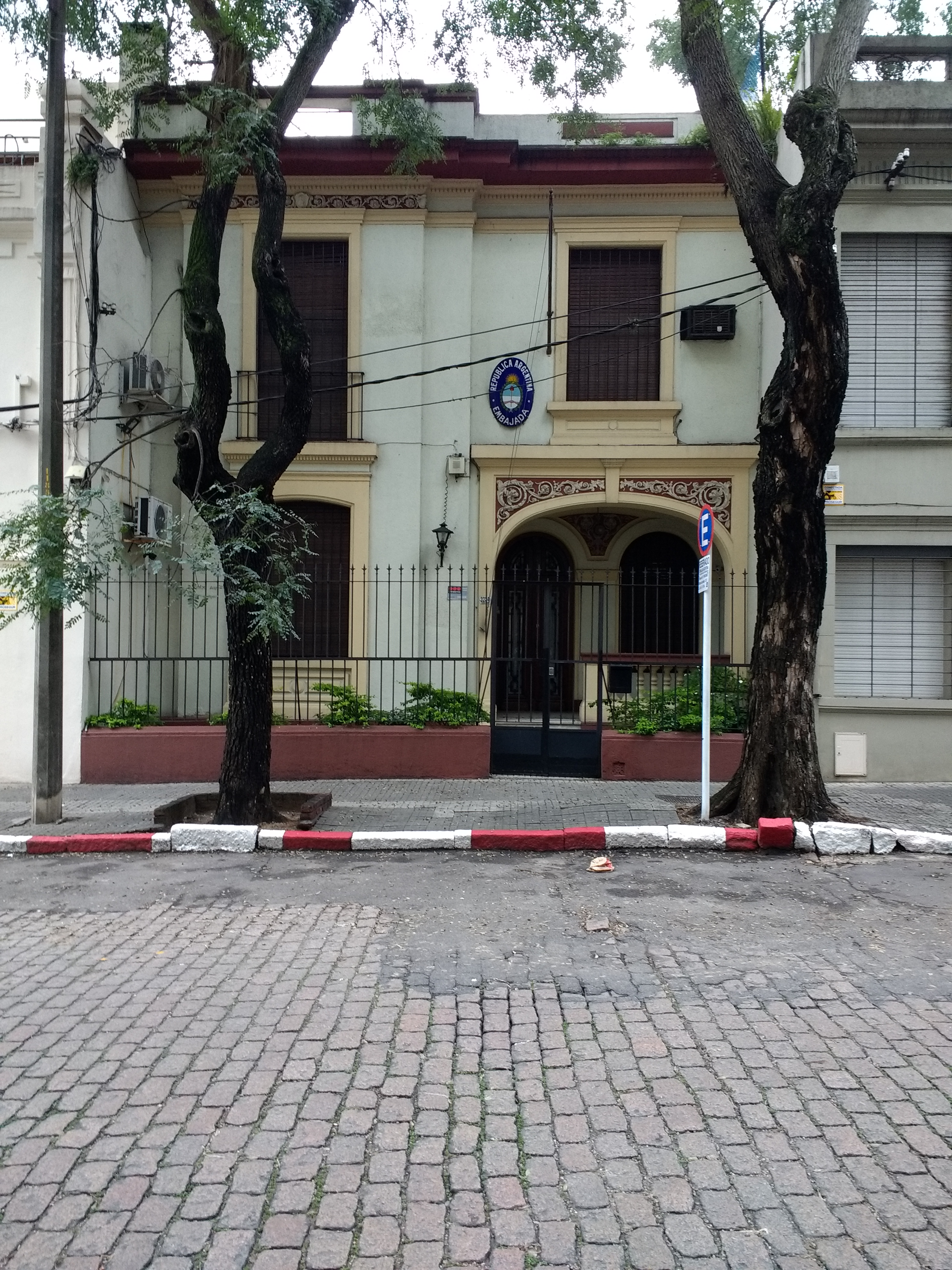
سفارة الأرجنتين
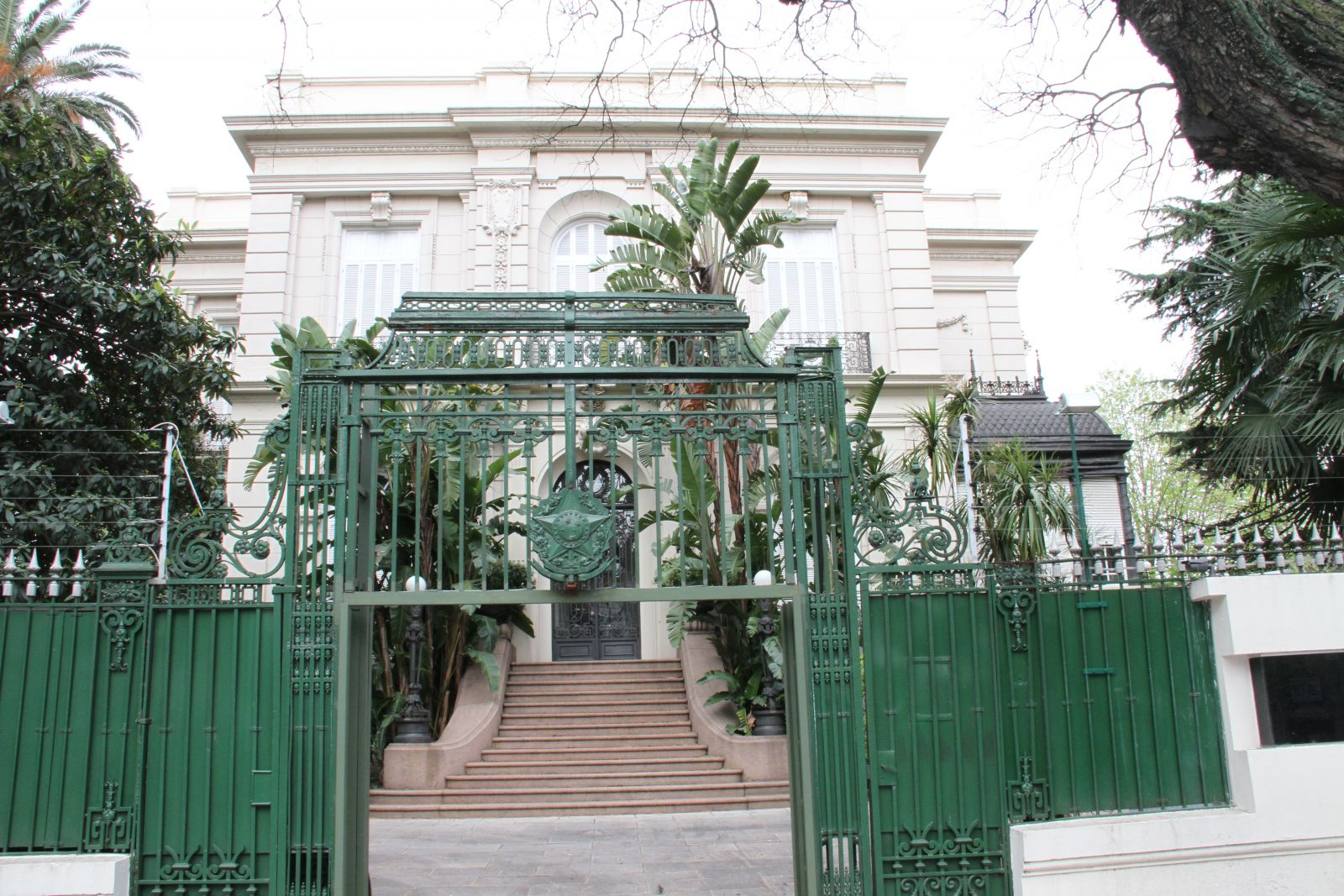
سفارة البرازيل
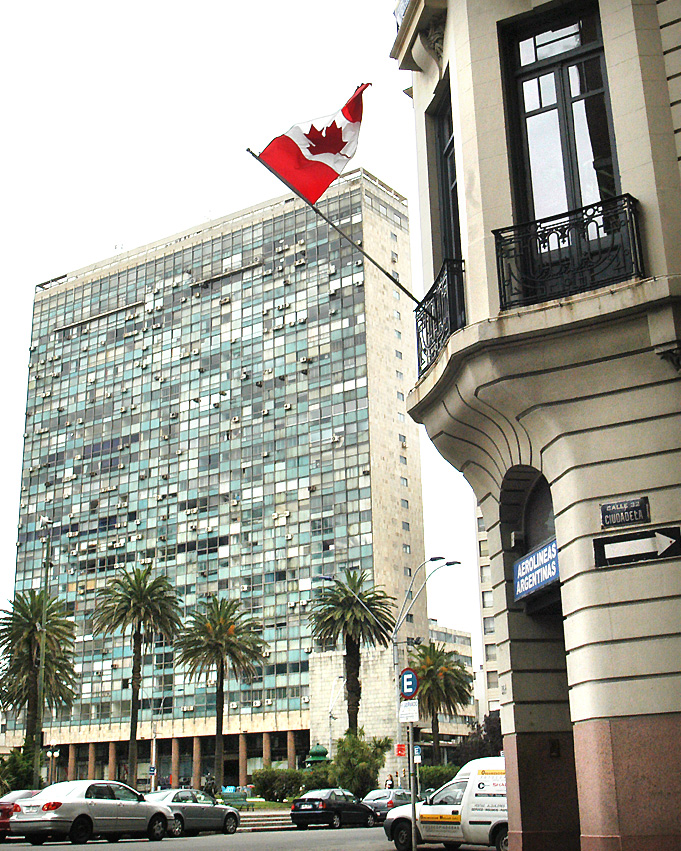
سفارة كندا
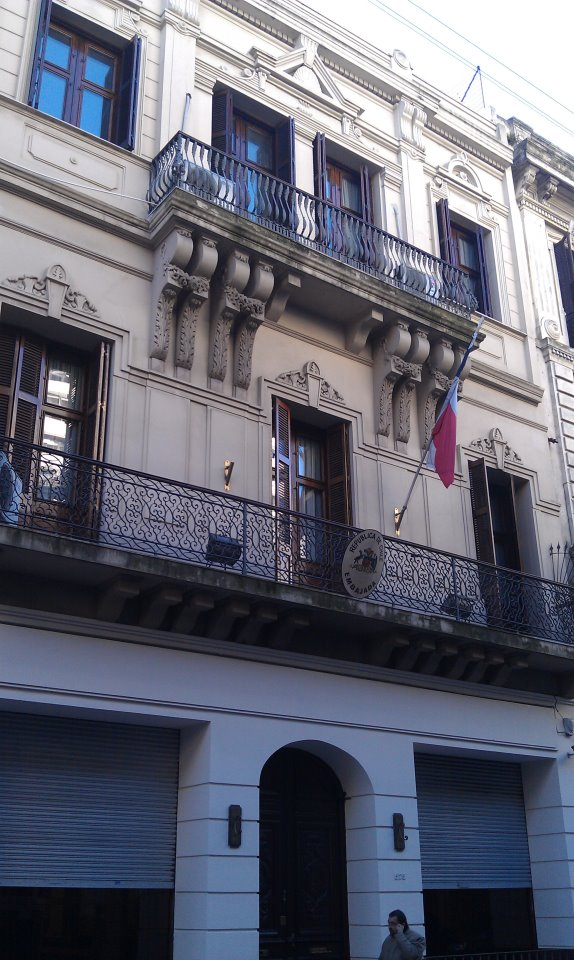
سفارة تشيلي
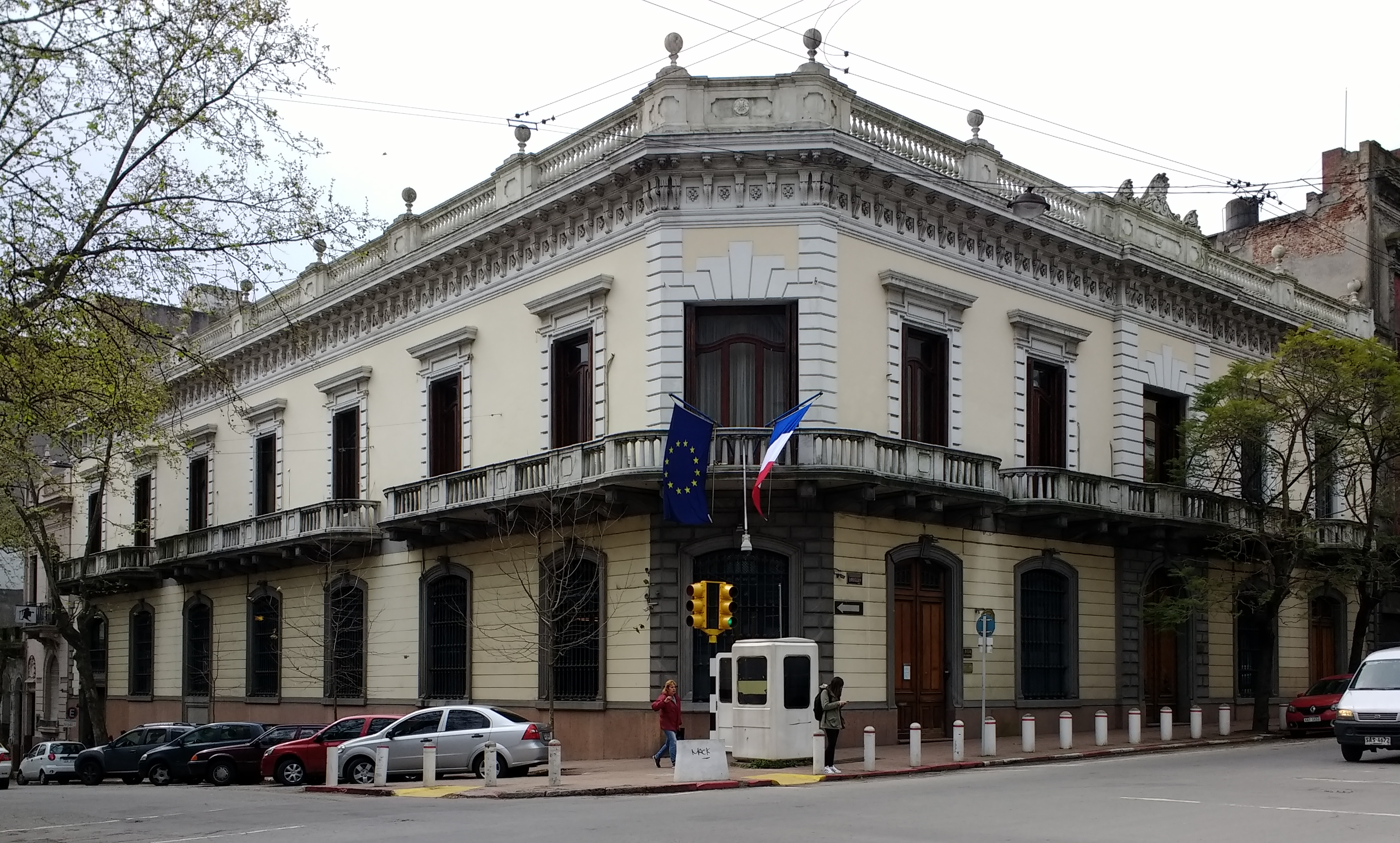
سفارة فرنسا
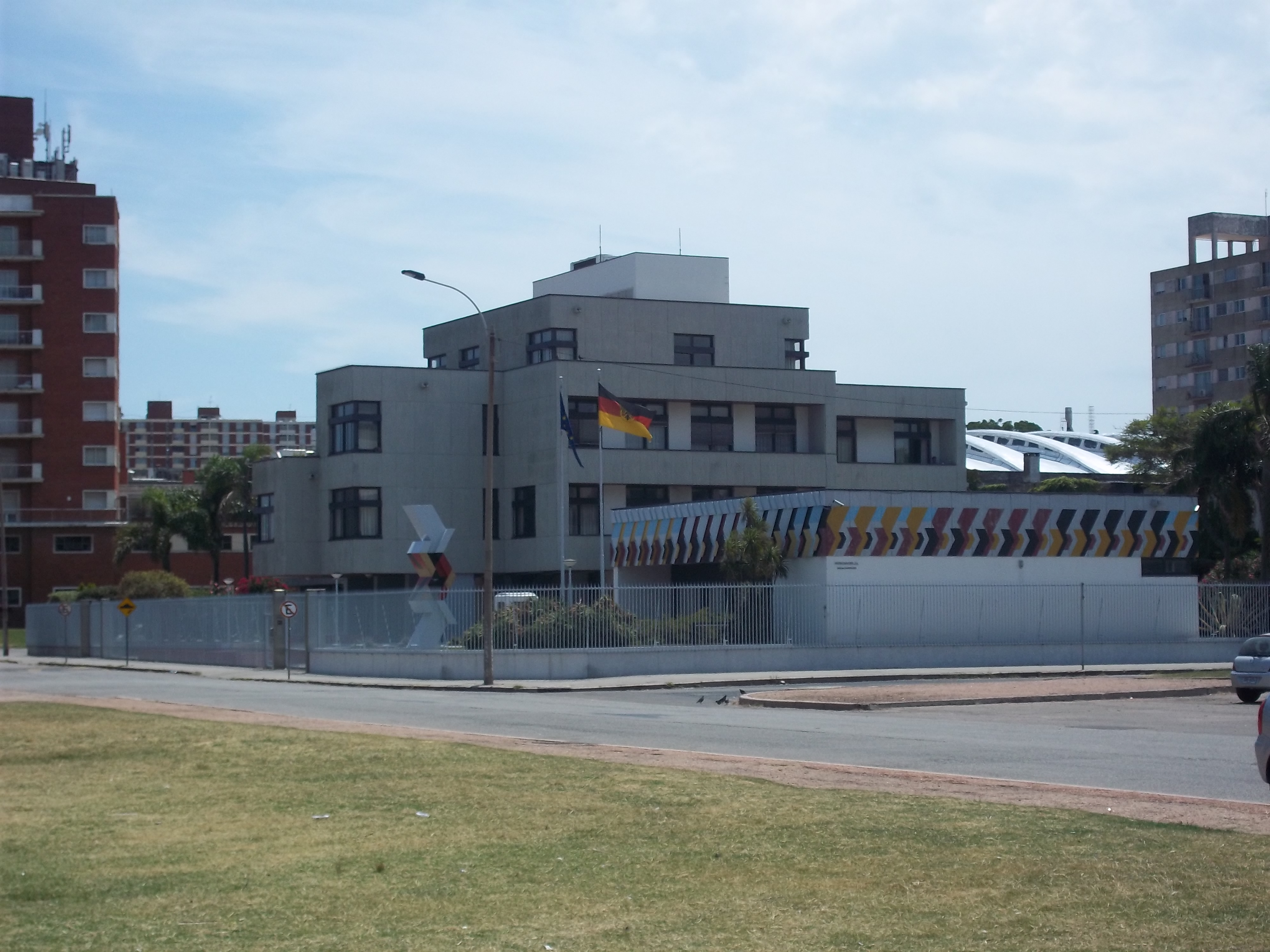
سفارة المانيا
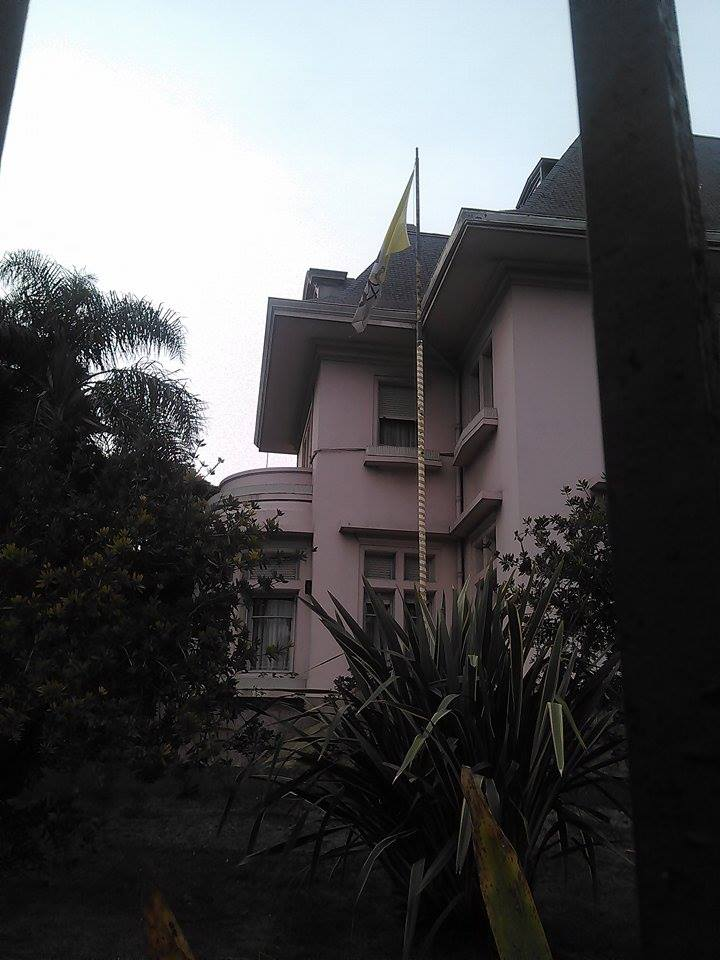
السفارة الرسولية للكرسي الرسولي
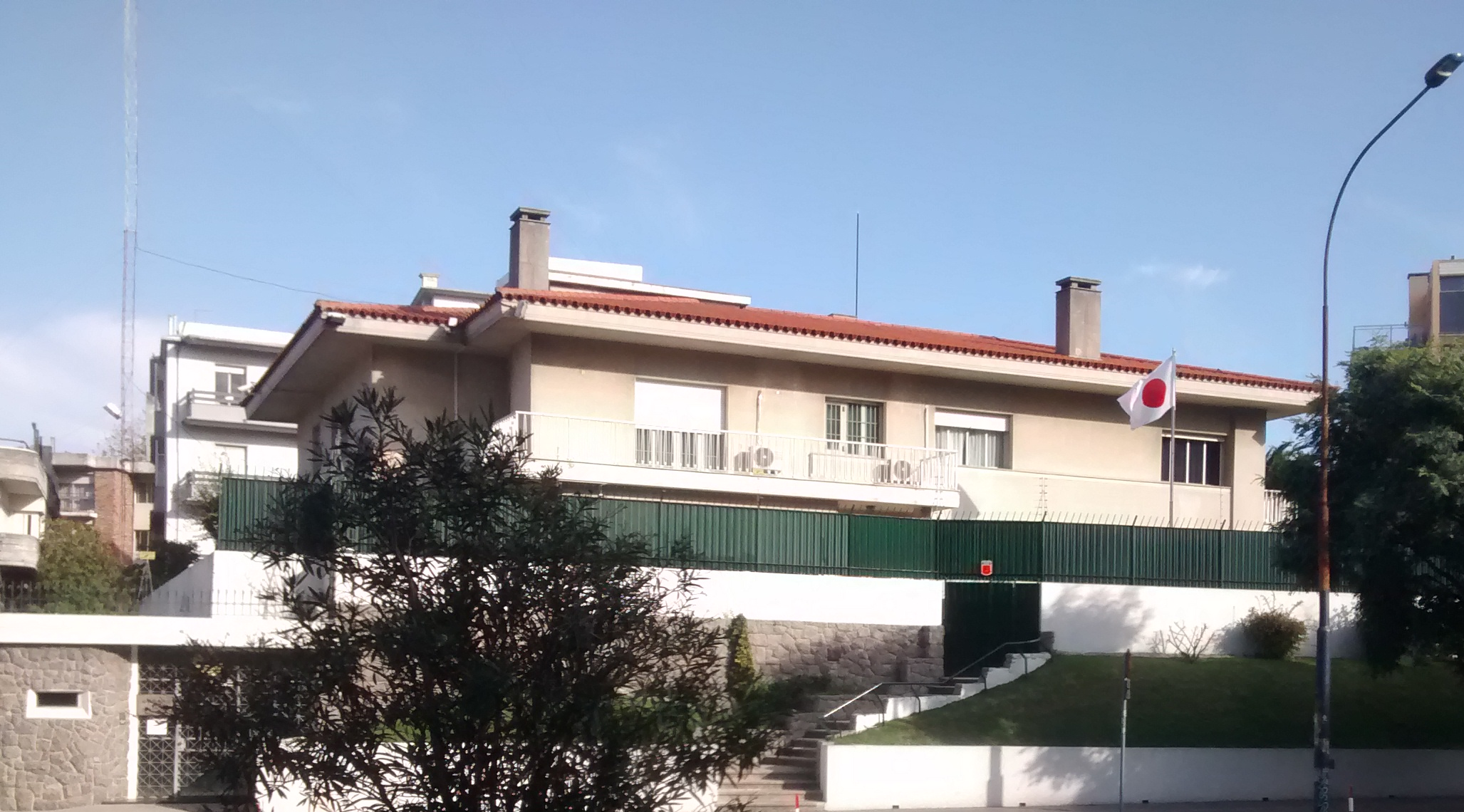
سفارة اليابان
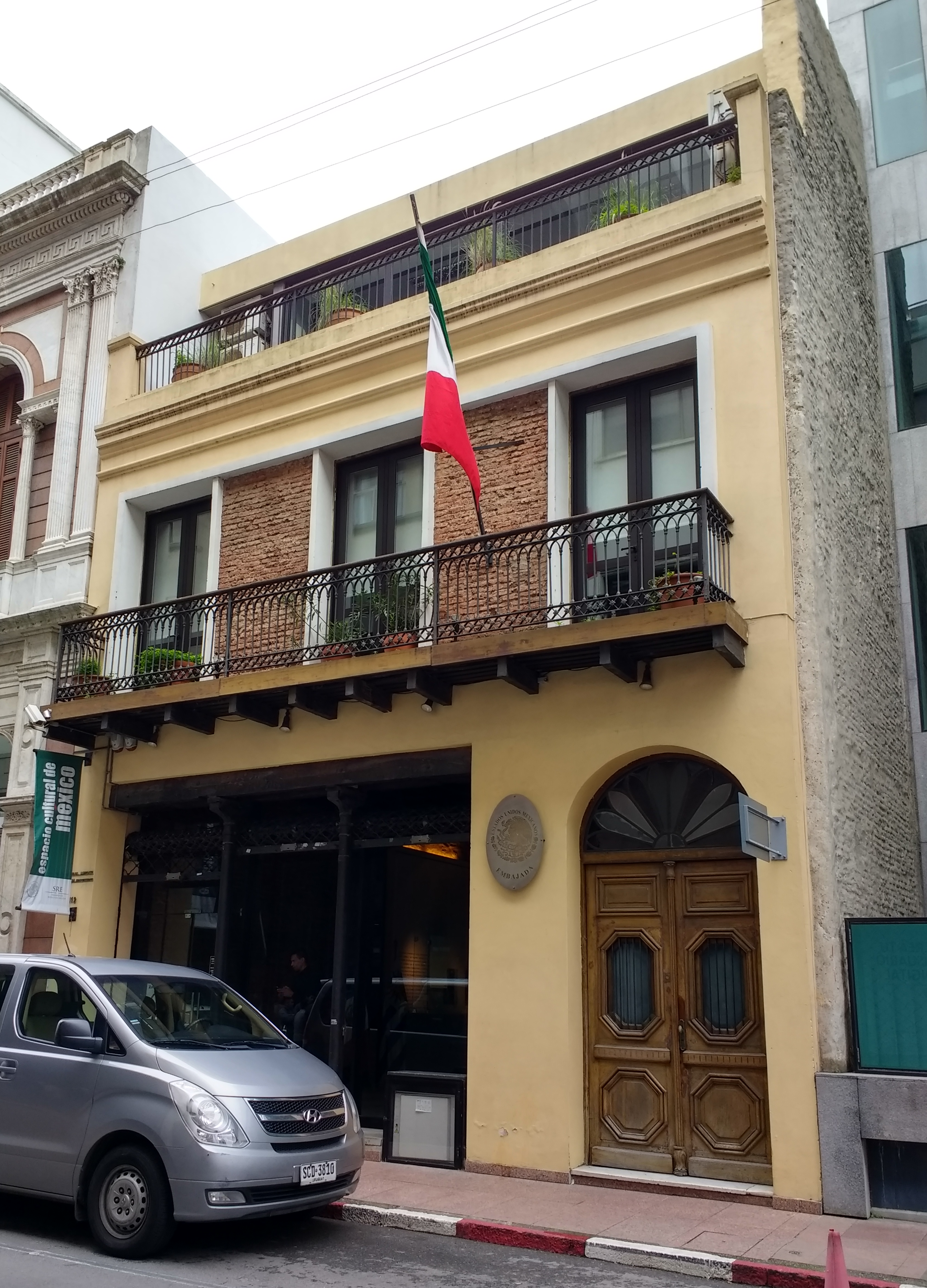
سفارة المكسيك
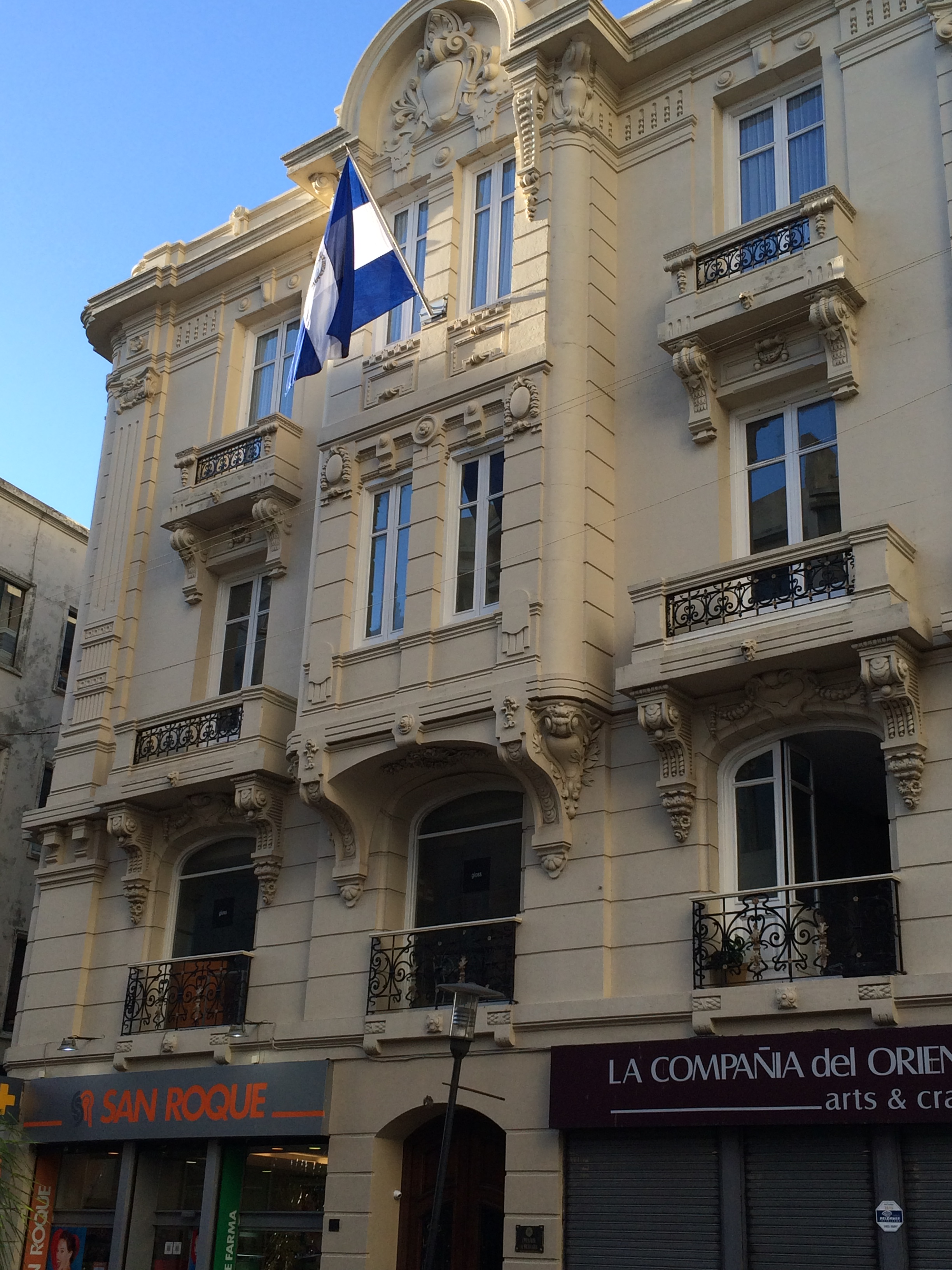
سفارة نيكاراغوا
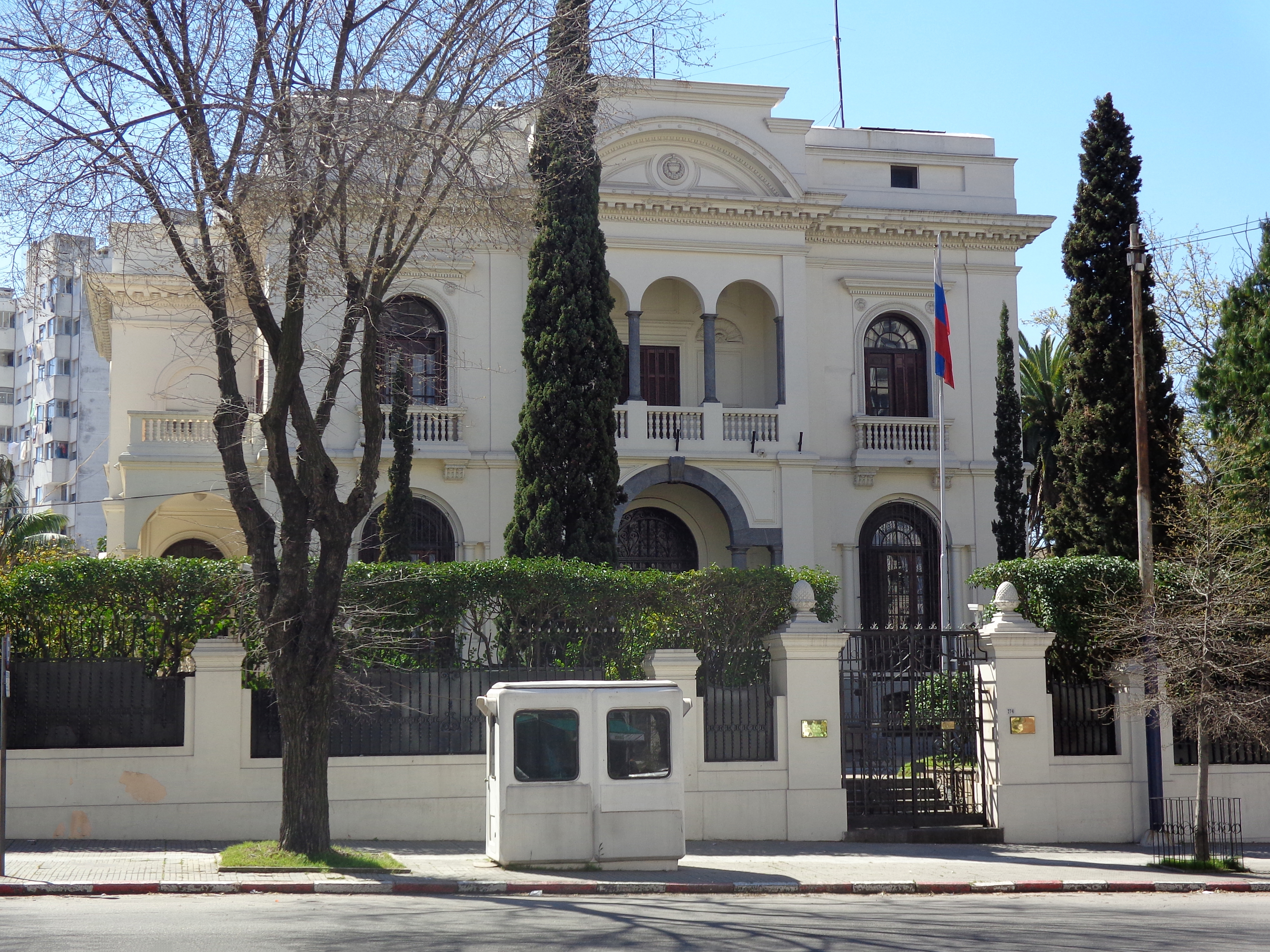
سفارة روسيا
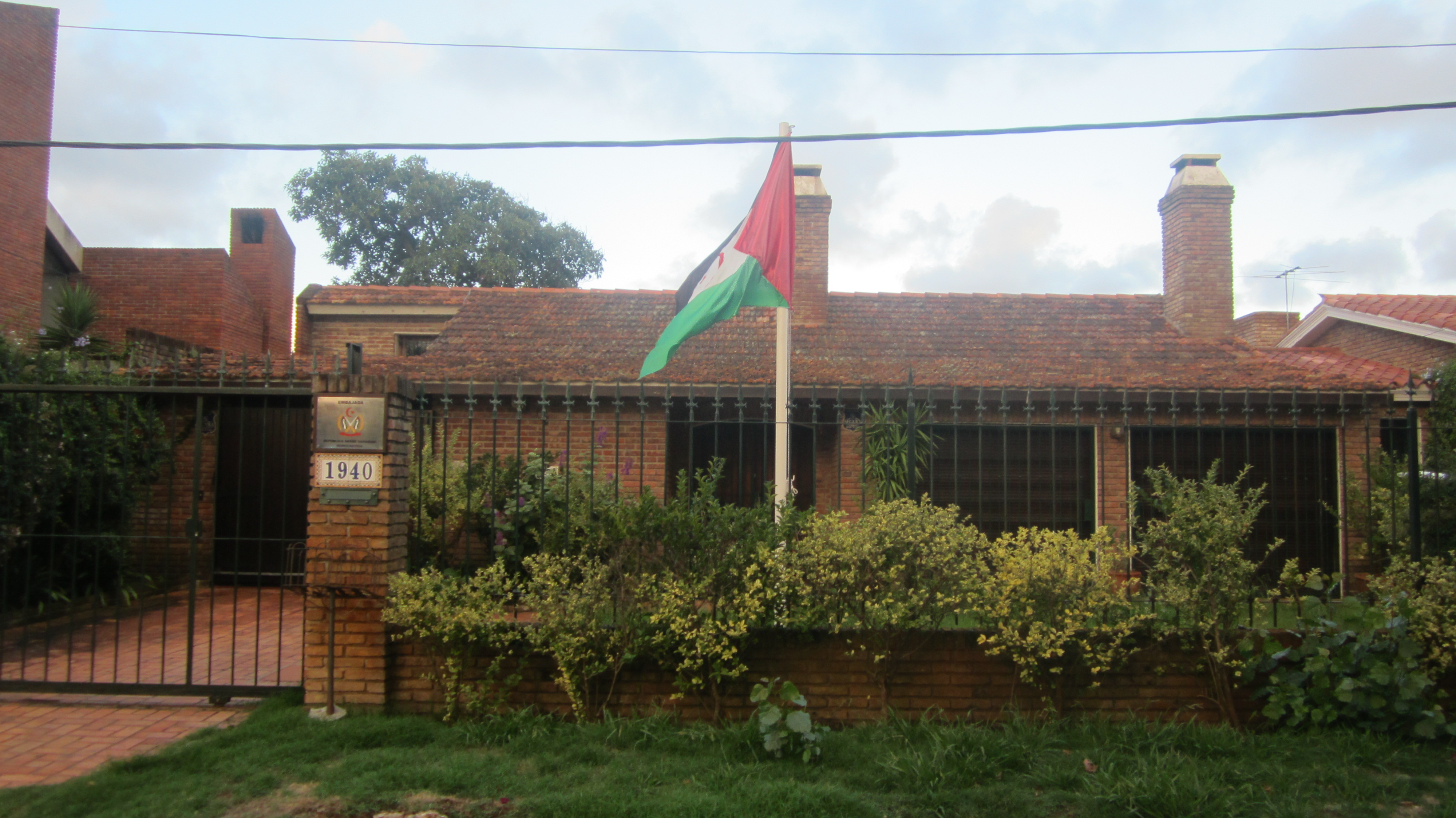
سفارة الجمهورية العربية الصحراوية الديمقراطية
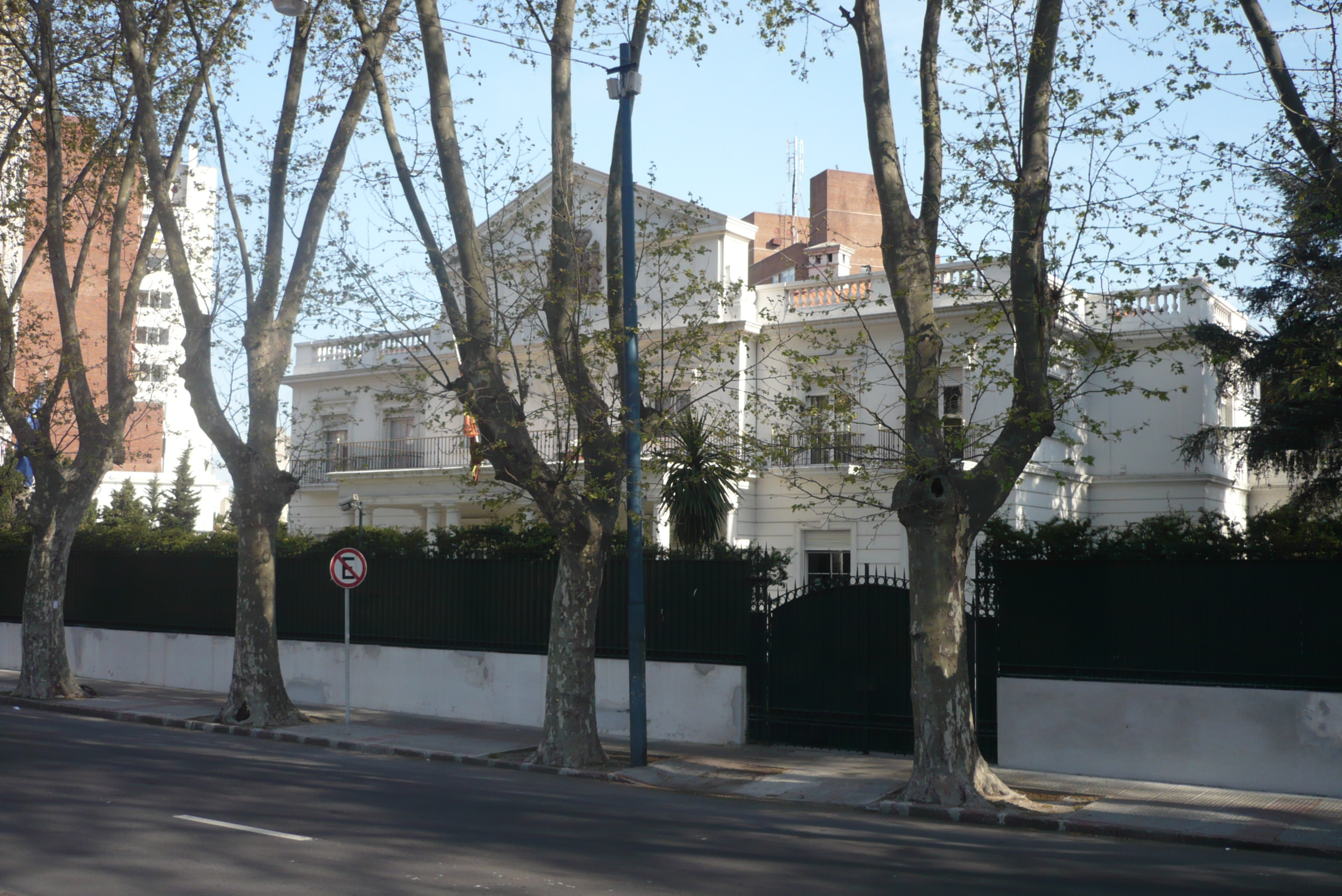
سفارة اسبانيا
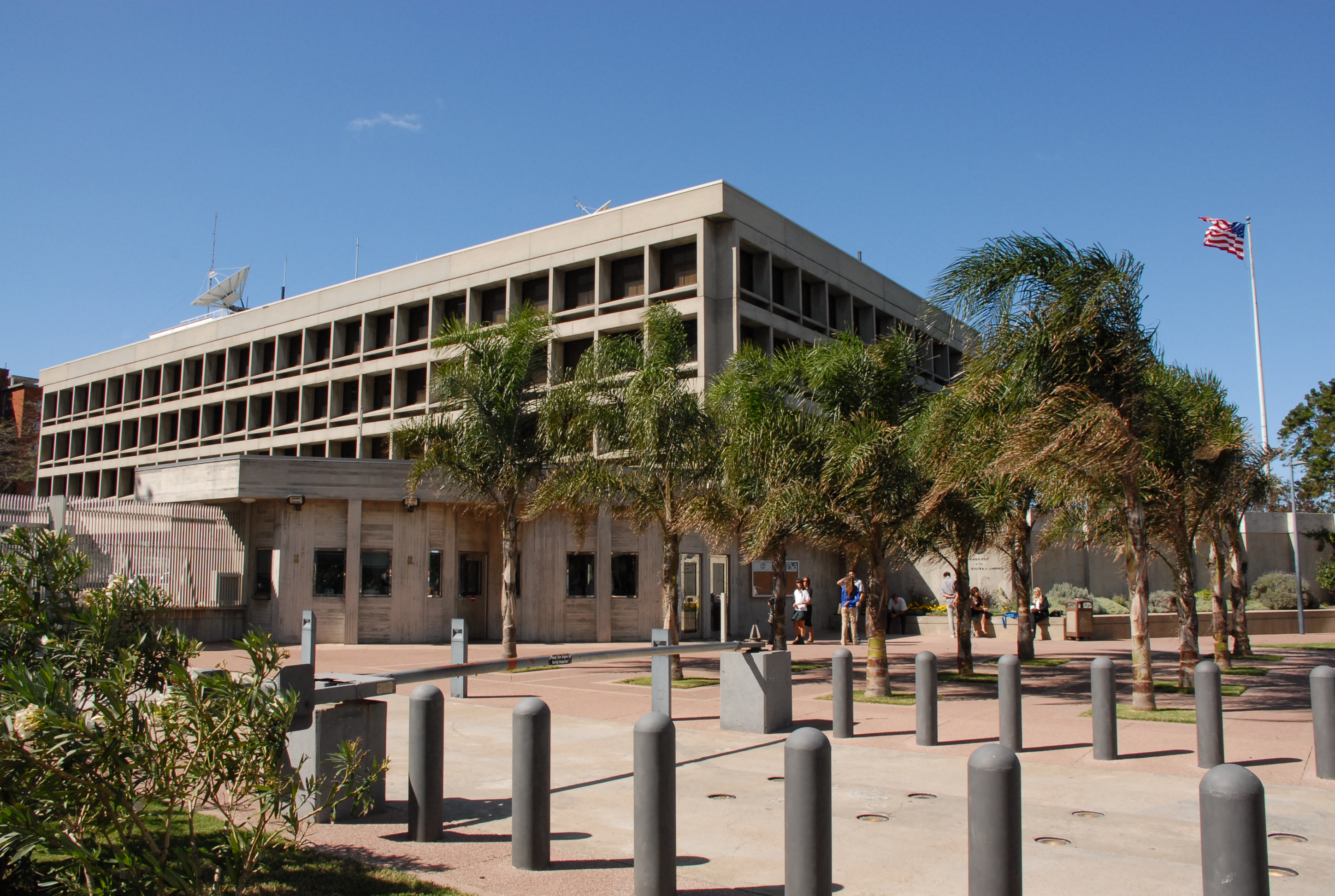
سفارة الولايات المتحدة
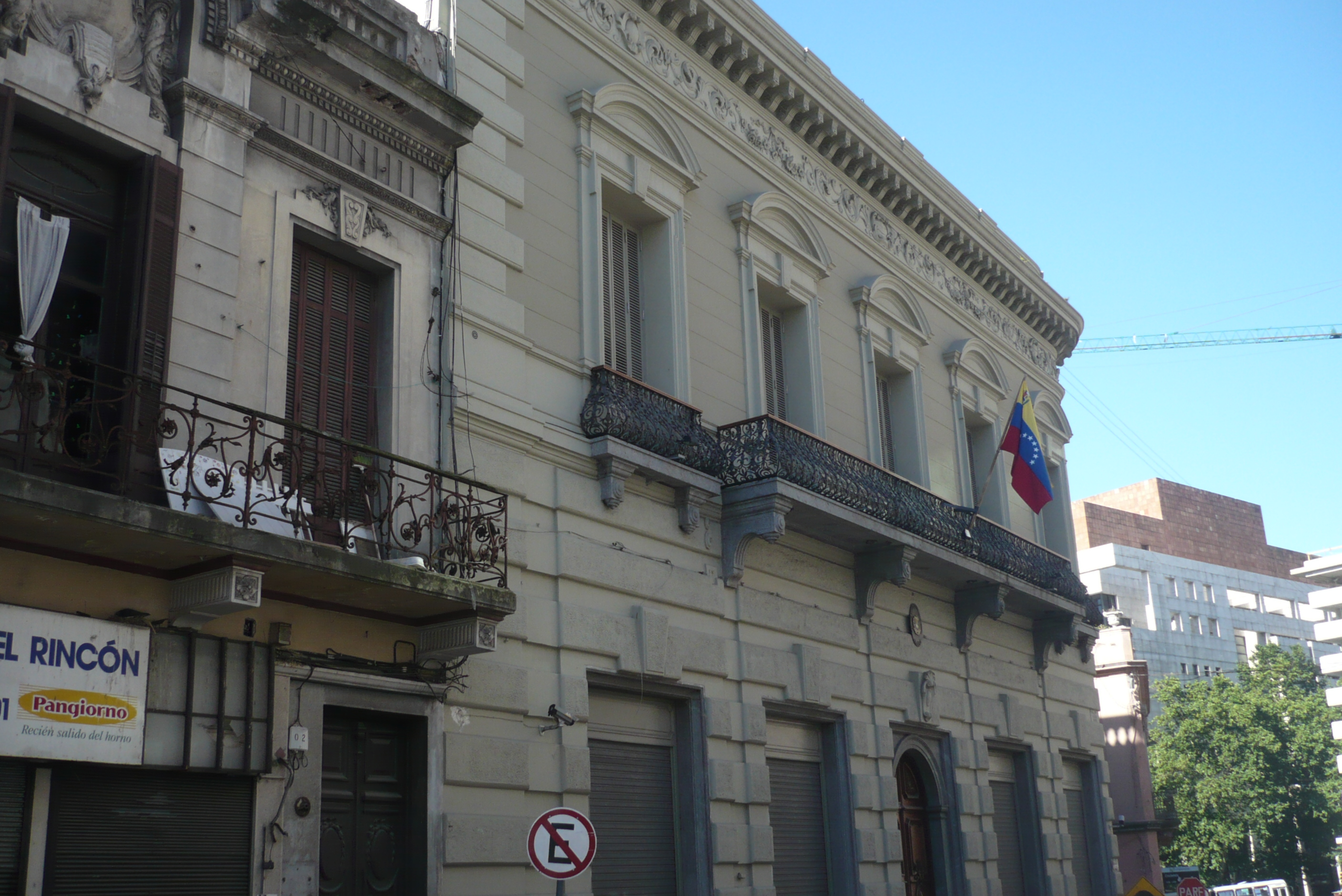
سفارة فنزويلا

## البعثات القنصلية

### مونتيفيديو
- أنغولا (قنصلية عامة)

### أرتيجاس
- البرازيل (نائب-قنصلية)

### تشوي
- البرازيل (قنصلية)

### كولونيا ديل ساكرامنتو
- الأرجنتين (قنصلية)

### فراي بينتوس
- الأرجنتين (قنصلية)

### مالدونادو
- الأرجنتين (قنصلية)

### بايساندو
- الأرجنتين (قنصلية)

### ريو برانكو
- البرازيل (Vice-قنصلية)

### ريفيرا
- البرازيل (قنصلية عامة)

### سالتو
- الأرجنتين (قنصلية)

## البعثات المغلقة
| المدينة المضيفة | بلد الإرسال  | مستوى المهمة | انتهى العام | Ref.  |
| --------------- | ------------ | ------------ | ----------- | ----- |
| مونتيفيديو      | Czechia      | السفارة      | 2008        | [ 2 ] |
| مونتيفيديو      | Netherlands  | السفارة      | 2012        | [ 3 ] |
| مونتيفيديو      | Poland       | السفارة      | 2008        | [ 4 ] |
| مونتيفيديو      | South Africa | السفارة      | 2016        | [ 5 ] |
| مونتيفيديو      | Sweden       | السفارة      | 1993        | [ 6 ] |

## روابط خارجية
- قائمة مونتيفيديو الدبلوماسية نسخة محفوظة 15 مارس 2012 على موقع واي باك مشين.